# Соколов, Михаил Эдуардович
Михаи́л Эдуа́рдович Соколо́в (род. 11 июля 1959, Тула) — доктор медицинских наук, профессор, заместитель директора Института математических исследований сложных систем МГУ, советник ректора МГУ.

## Биография
Родился 11 июля 1959 года в Туле. Сын профессора Э. М. Соколова. Окончил 2-й медицинский институт. Защитил (1996) диссертацию «Системный подход и процессы управления при облитерирующих заболеваниях артерий конечностей: Экспериментально-клиническое исследование» на степень доктора медицинских наук.
Получил звание профессора. Хирург высшей категории.
Работает в Московском университете с 1997 года: доцент, профессор на факультете фундаментальной медицины, заведующий кафедрой на факультете государственного управления МГУ, проректор, советник ректора МГУ, директор Филиала МГУ в Севастополе (2012—2015).
Заместитель директора Института математических исследований сложных систем МГУ.
Научные интересы: разработка технологий и создание опытных образцов искусственных тактильных механорецепторов для эндоскопии; организация производства автоматизированного диагностического и лечебного комплекса поддержания жизнедеятельности человека; роботизация в медицинской сфере.
Автор 6 монографий и более 100 печатных работ. Соколов имеет более 20 патентов и 18 свидетельств о регистрации прав на ПО. Руководитель 7 кандидатских диссертаций и консультант докторской диссертации.

## Награды
- Почётный доктор университета Сока (Токио, Япония) (2008);
- Лауреат премии А. Н. Ганичева (2008);
- Награды Русской православной церкви:
  - Орден Св.Ярослава Мудрого Орден святого благоверного Киевского князя Ярослава Мудрого;
  - Орден святого равноапостольного Николая, архиепископа Японского[9];
  - Орден Святителя Луки Крымского.